# 白垩龙属

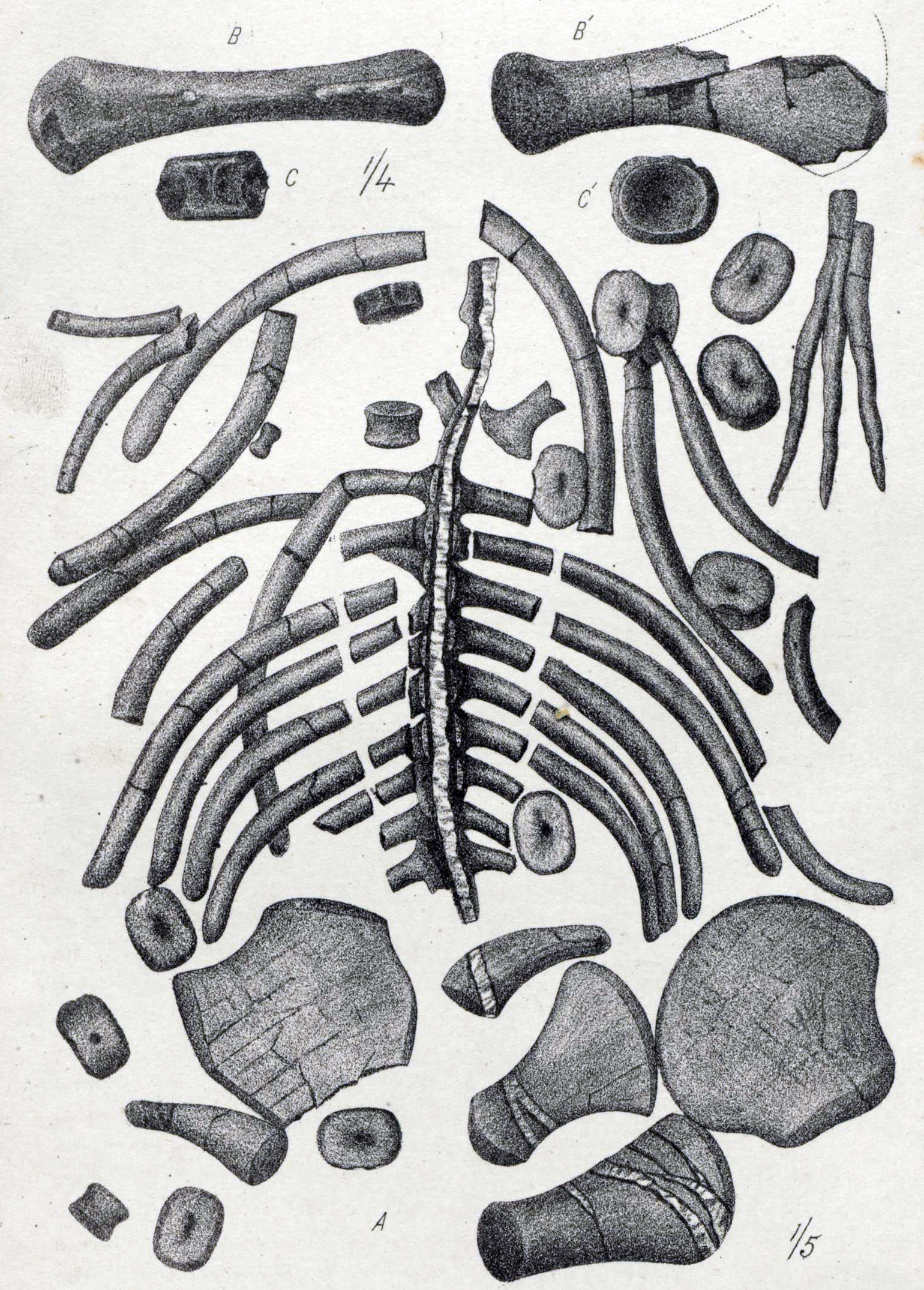
白堊龍的化石。上方是雙臼椎龍的化石

白堊龍（學名：Cimoliasaurus）是蛇頸龍亞目的一屬，生存於白堊紀早期（阿普第階）到晚期（馬斯垂克階）的紐澤西州、紐西蘭、英格蘭、法國。白堊龍的身長為13公尺到25公尺。